# 협과

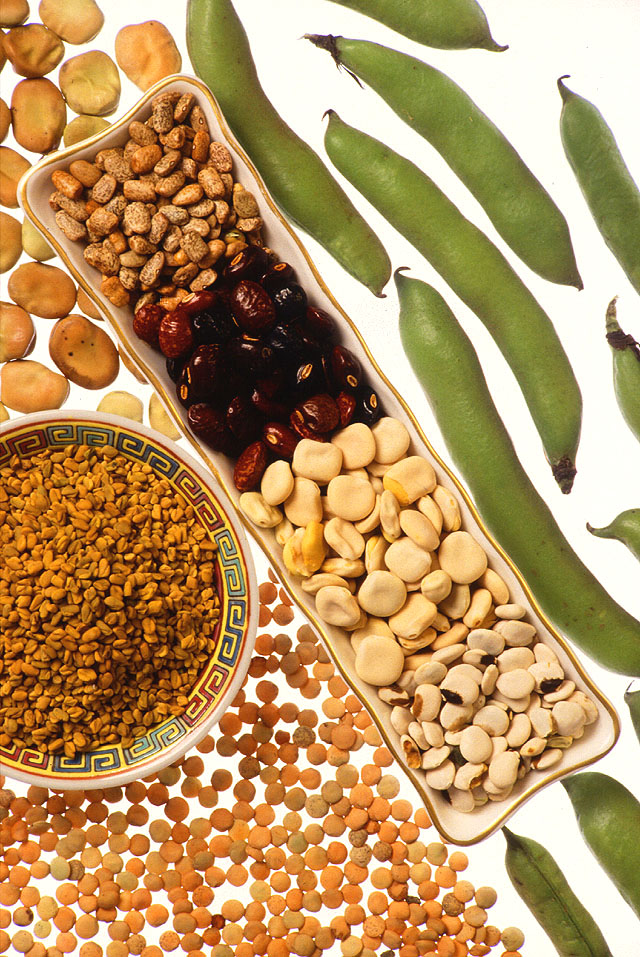
여러 가지 협과

협과(莢果) 또는 꼬투리열매는 익으면 껍질이 마르는 열매인 건조과의 일종이다. 열매가 꼬투리로 맺히며, 익은 열매가 마르면 심피의 씨방이 2줄로 갈라져 씨가 튀어 나온다. 호랑이콩, 팥, 타마린드 등 콩과 식물에서 볼 수 있다. 꼬투리열매 안의 씨앗은 1(짧은 것)-30알(아주 긴 것)이며 대부분 4알이다.

## 뜻
"협과(莢果)"의 "협(莢)"은 "꼬투리"라는 뜻이며, "과(果)"는 "열매"를 뜻한다.

## 형태
꼬투리는 콩과 식물의 씨앗을 싸고 있는 껍질이다. 꼬투리에서 알맹이를 까낸 껍질은 깍지라 부른다.

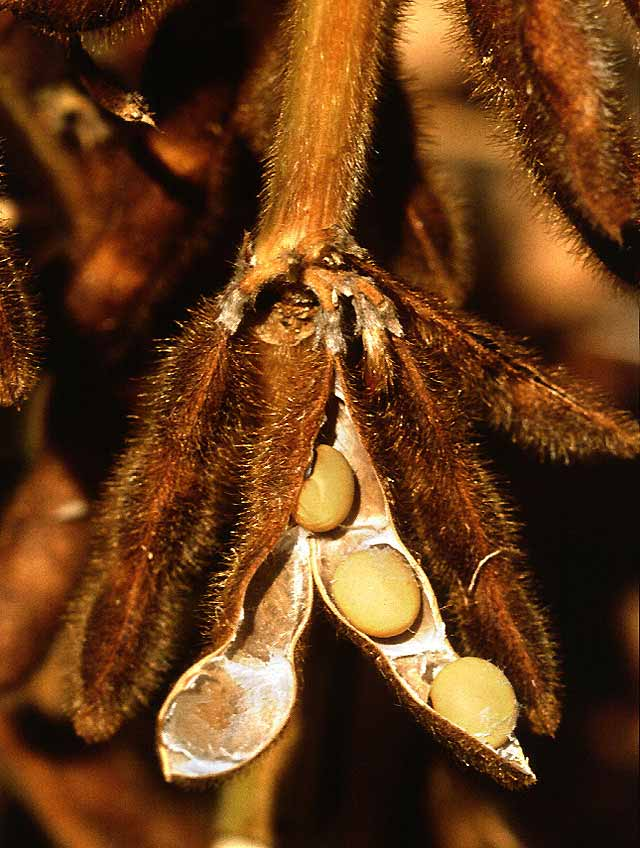
콩꼬투리
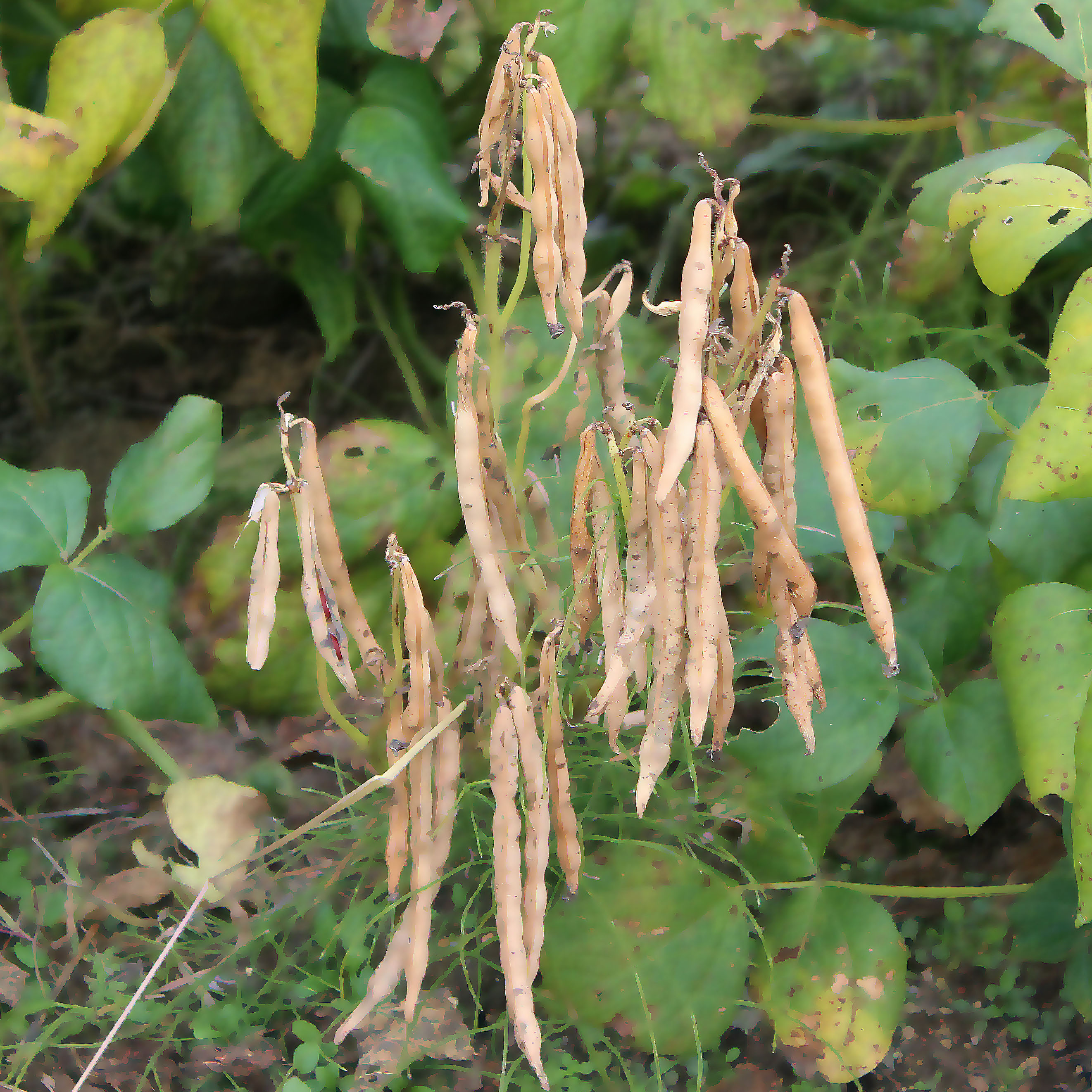
팥꼬투리

## 같이 보기
- 두류